# Spliethoff’s Bevrachtingskantoor
Spliethoff’s Bevrachtingskantoor B.V., kurz Spliethoff ist ein niederländisches Schifffahrtsunternehmen.

## Geschichte

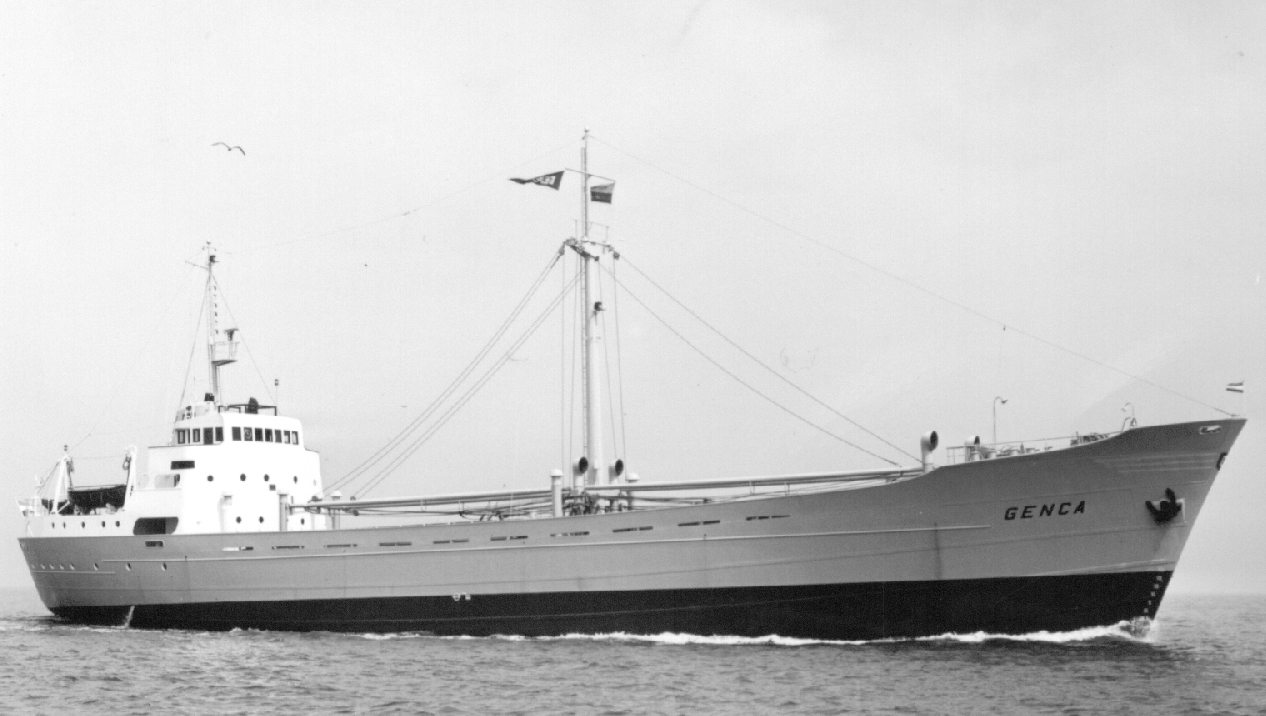
Die Genca fuhr von 1961 bis 1971 für Spliethoff

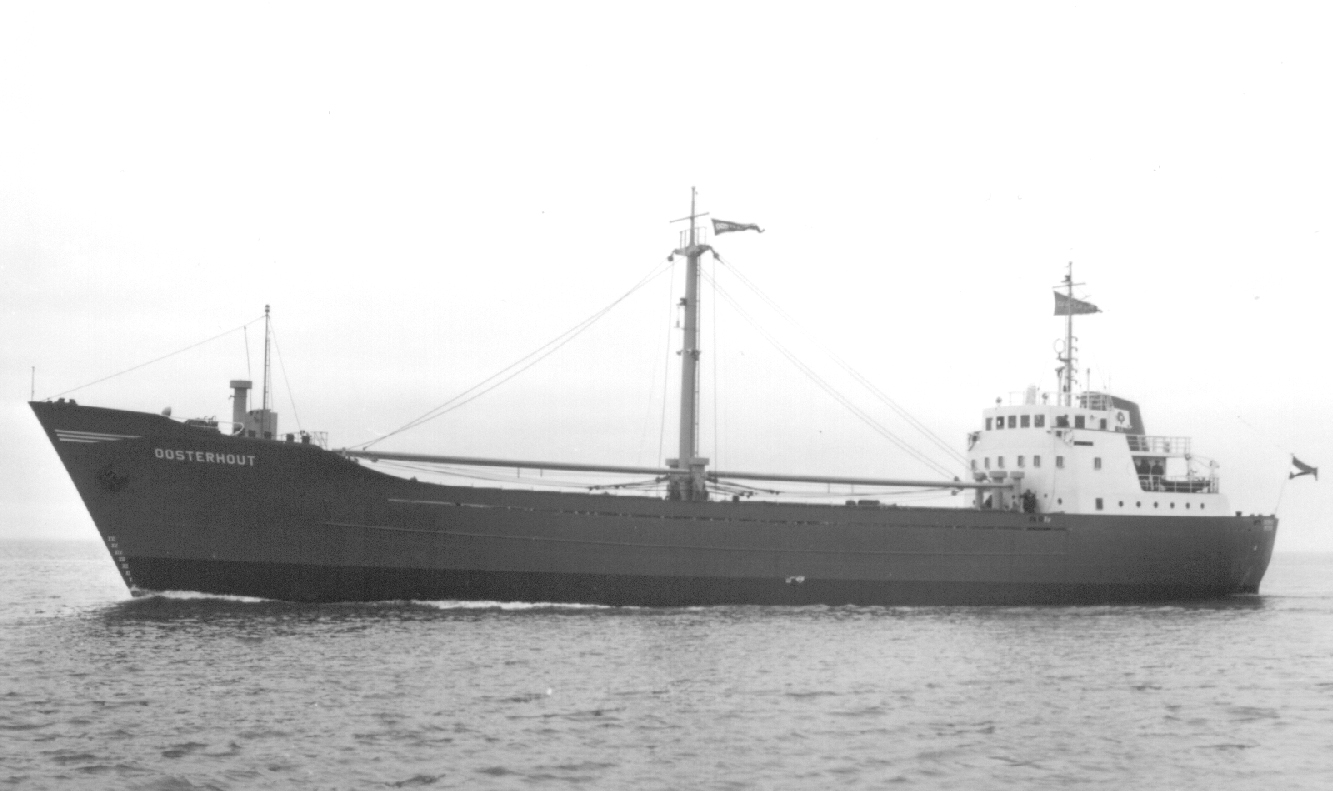
Die Oosterhout fuhr von 1965 bis 1975 für Spliethoff (Nederlandse Hout Import)

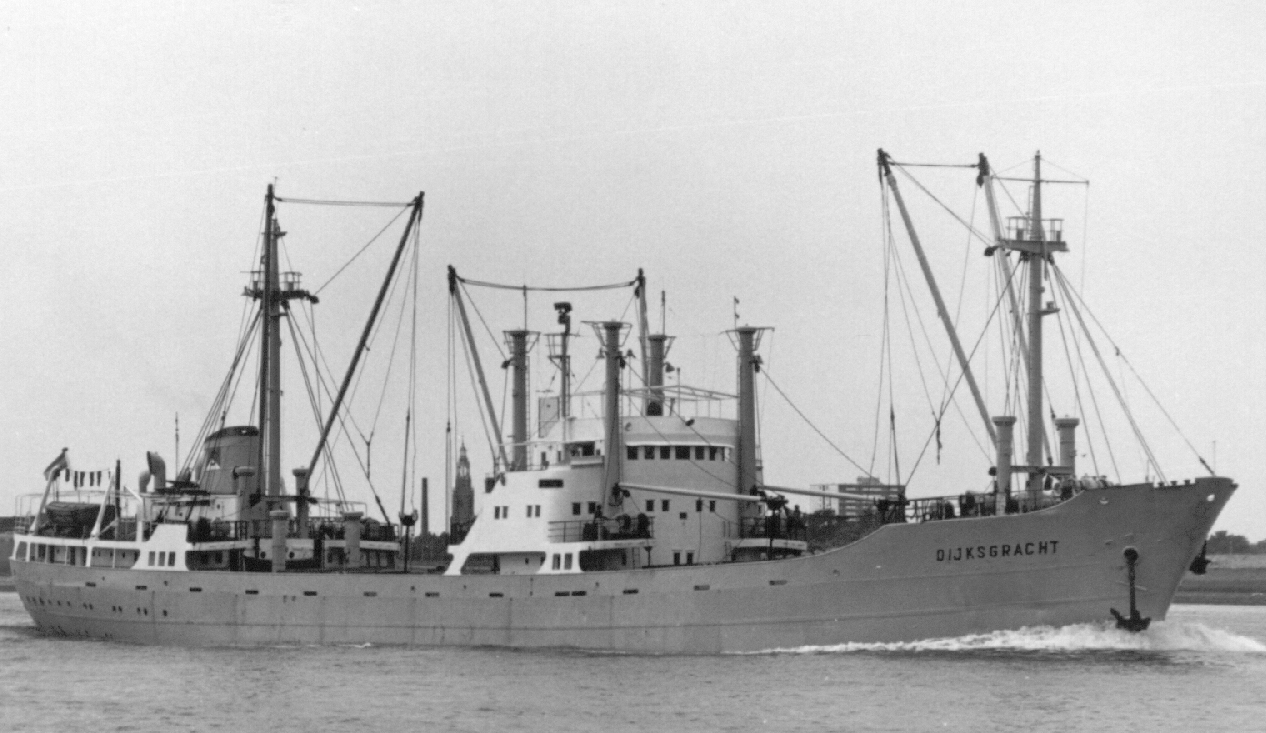
Die Dijksgracht fuhr von 1970 bis 1974 für Spliethoff

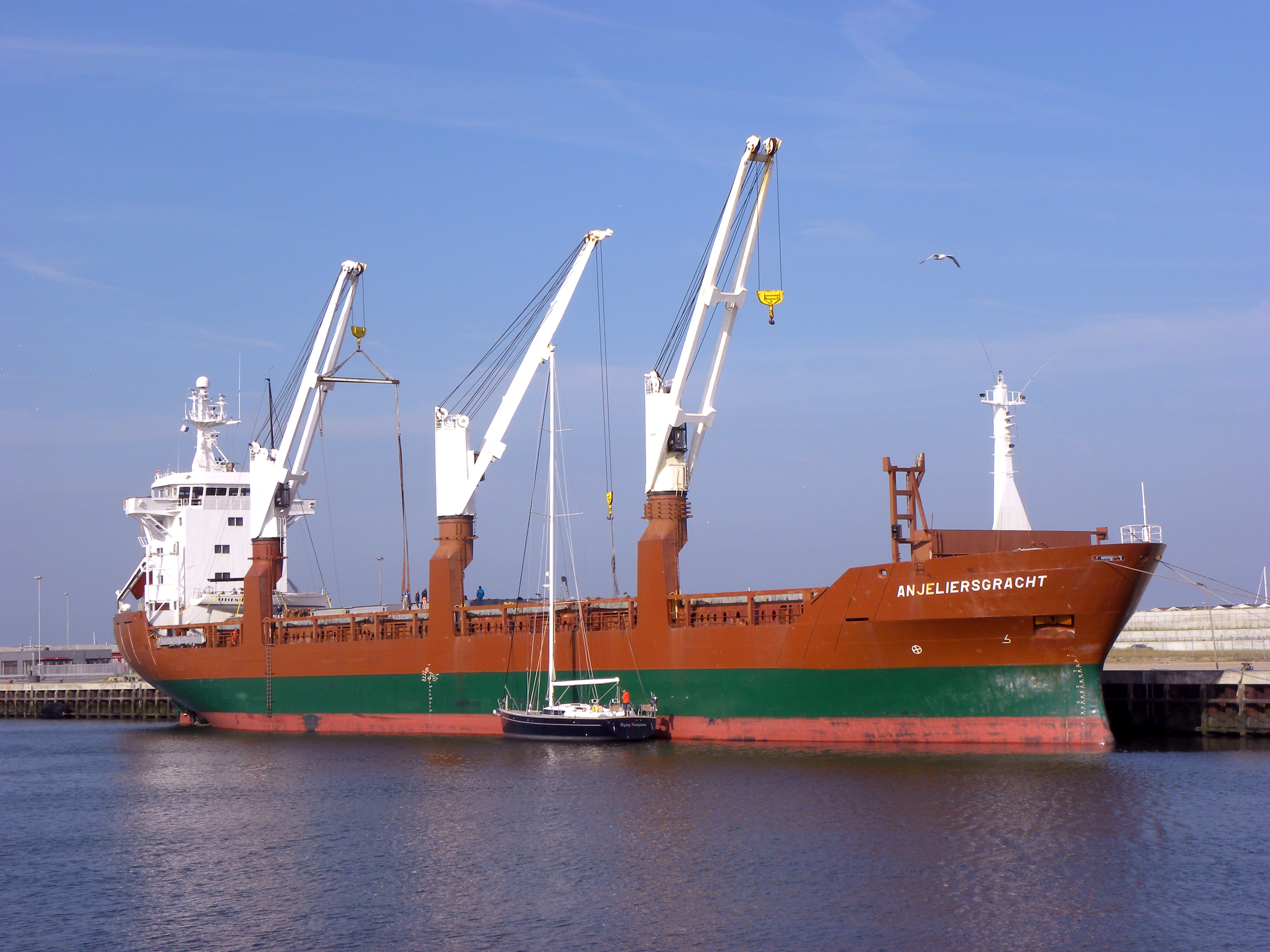
Die Anjeliersgracht zählt zum Spliethoff A-Typ

Gegründet wurde die Reederei 1921 vom Schiffsmakler Johan Frederik Spliethoff. Wie schon während seiner Maklertätigkeit hatte die Verschiffung von Forstprodukten einen großen Anteil am Reedereigeschäft. Im Jahr 1946 übernahm die Reederei, die zu dieser Zeit von Herman Spliethoff geführt wurde, ihren ersten Schiffsneubau, das Motorschiff Keizersgracht. Die Benennung des Schiffes griff auf dem Hauptsitz der Reederei am gleichnamigen Kanal zurück. In den folgenden Jahrzehnten wuchs das Unternehmen beständig und baute seine Flotte und Dienste aus. 1994 übernahm die niederländische Reederei Spliethoff 70 % der Anteile an Mammoet Shipping und im Jahr 2000 wurde Mammoet Shipping eine vollständige Tochter der Reederei Spliethoff, woraufhin sich der Name in BigLift Shipping änderte. Ebenfalls im Jahr 2000 erwarb Spliethoff den auf Yachttransport spezialisierten Anbieter Sevenstar Yacht Transport aus Amsterdam und beteiligte sich an der Küstenschifffahrtsreederei Wijnne Barends aus Delfzijl. Im Sommer 2002 übernahm die Spliethoff-Gruppe die Anteilsmehrheit der auf den Forstproduktetransport spezialisierten RoRo-Schiff-Reederei Transfennica in Helsinki und im September 2003 wurde die Gruppe Hauptanteilseigner von Wijnne Barends. Zusammen mit ihren Tochterunternehmen ist die Spliethoff-Gruppe inzwischen der größte Schiffseigner in den Niederlanden.

## Einzelheiten
Die Spliethoff-Gruppe besteht im Wesentlichen aus der Reederei Spliethoff und einer Reihe von Tochterunternehmen – der Schwergutreederei BigLift, der Küstenschiffsreederei Wijnne Barends, den finnischen Reedereien Transfennica und Bore und dem Yachttransportunternehmen Sevenstar Yacht Transport.
Die Flotte der Reederei Spliethoff umfasst über 50 Schiffe, die jeweils in größeren Serien gebaut wurden. Die Schiffe des Unternehmens verfügen alle über Krane, haben Eisklasse und fahren unter niederländischer Flagge. Ein Markenzeichen der Spliethoff-Schiffe sind deren Namen, die in der Regel auf …gracht enden. Die Gesamtflotte der Spliethoff-Gruppe besteht aus mehr als einhundert Mehrzweckfrachtern, Schwergut- und RoRo-Schiffen in einem Tragfähigkeitsbereich von 2100 bis 23.000 Tonnen.
Das Hauptgeschäft der Spliethoff-Gruppe ist weiterhin die weltweite Verschiffung von Forstprodukten, darüber hinaus werden große Projektladungen, insbesondere für die Öl-, Gas- und Telekommunikationsindustrie transportiert und Liniendienste betrieben.

## Ehemalige und jetzige Flotte (Auswahl)
- Spliethoff-A-Typ
- Spliethoff-D-Typ
- Spliethoff-E-Typ
- Spliethoff-F-Typ
- Spliethoff-H-Typ
- Spliethoff-M-Typ
- Spliethoff-P8-Typ
- Spliethoff-P14-Typ
- Spliethoff-S-Typ
- Spliethoff-S2L-Typ
- Spliethoff DP2 B-Typ